# Solenopsis salina
Solenopsis salina är en myrart som beskrevs av Wheeler 1908. Solenopsis salina ingår i släktet eldmyror, och familjen myror. Inga underarter finns listade i Catalogue of Life.

## Bildgalleri

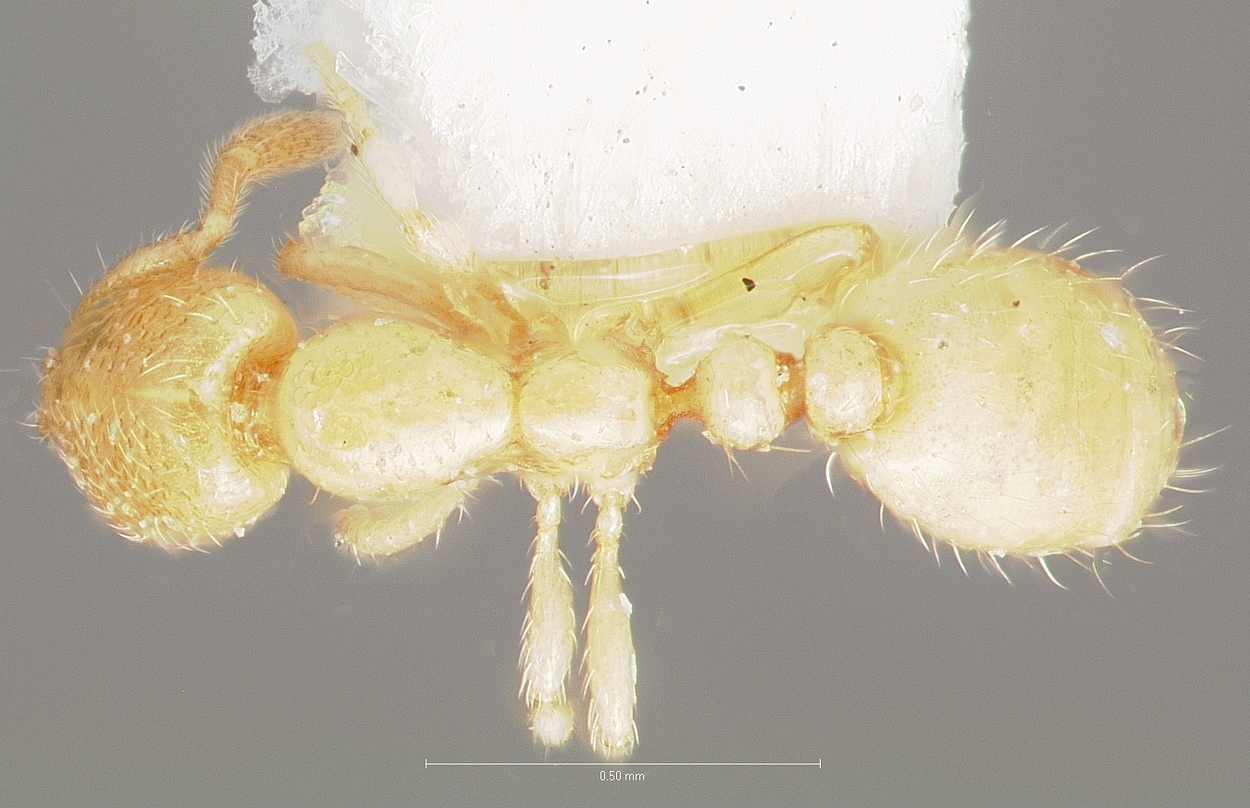
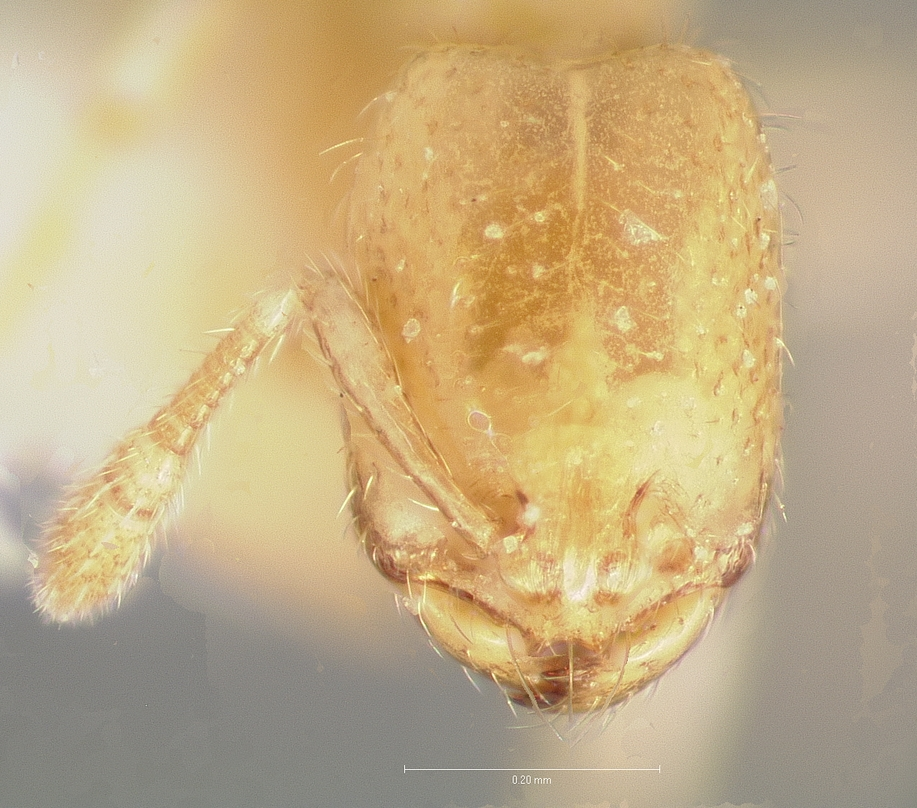
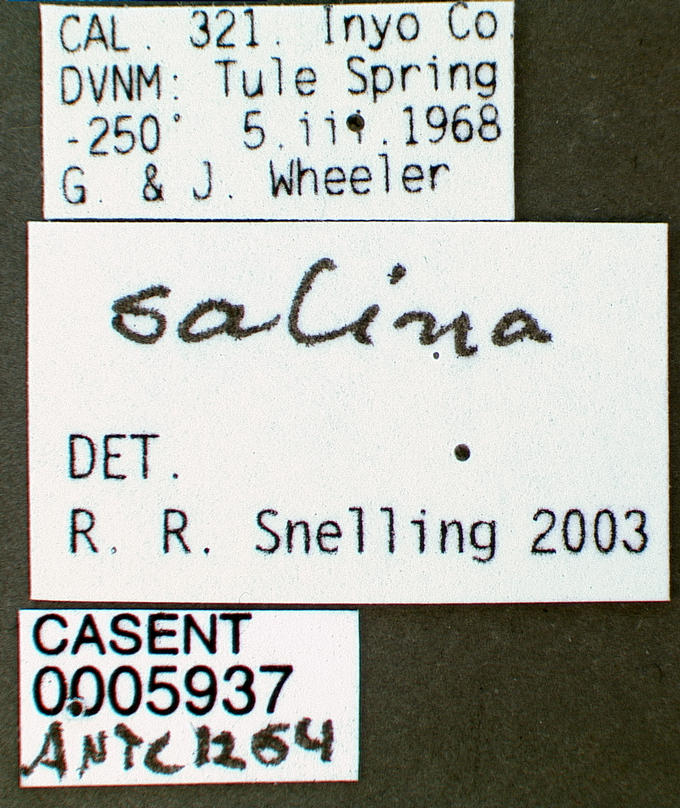
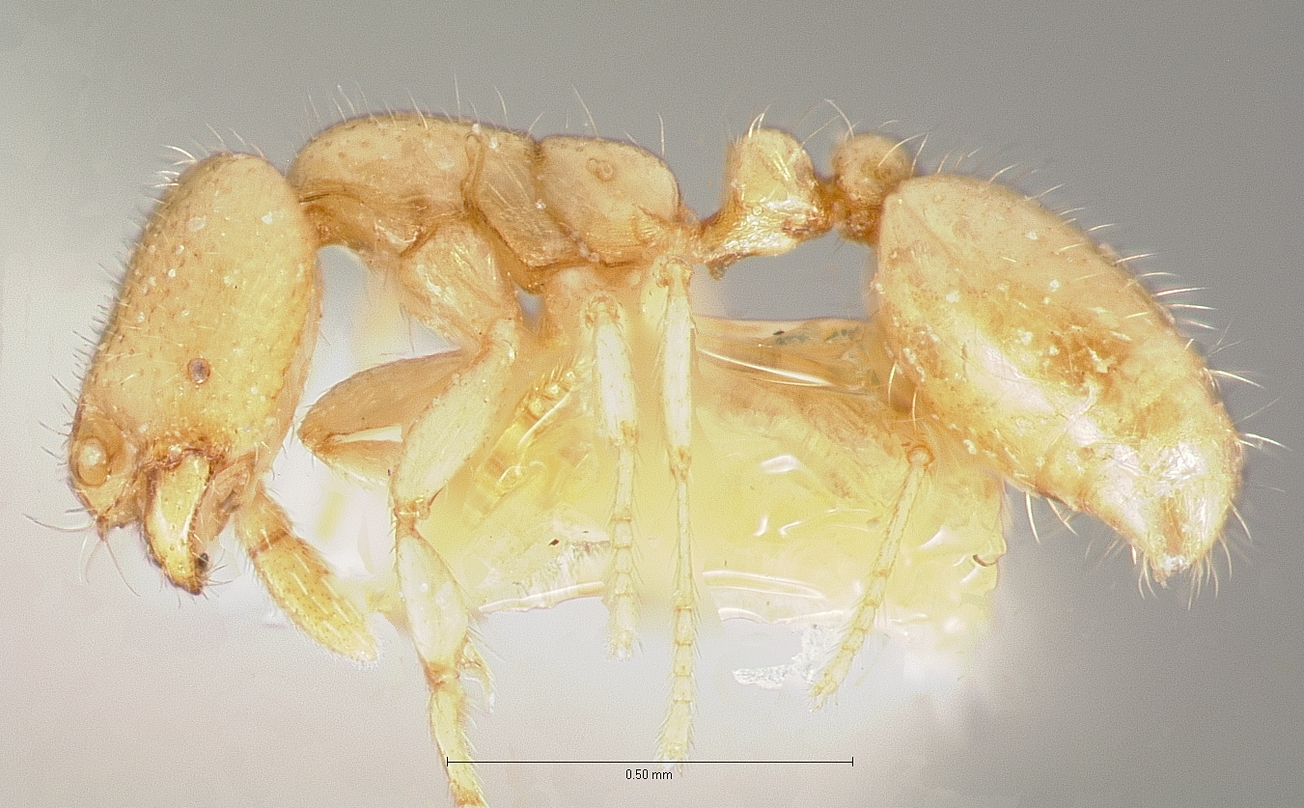